# Општина Матлапа (Сан Луис Потоси)
Матлапа (шп. Matlapa) општина је у Мексику у савезној држави Сан Луис Потоси. Општина се налази на надморској висини од 128 м.

## Становништво
Према подацима из 2010. у општини је живело 30299 становника.

### Хронологија
| Година       | 2000                  | 2005                  | 2010                  |
| ------------ | --------------------- | --------------------- | --------------------- |
| Становништво | 28319 (14343 / 13976) | 29548 (14935 / 14613) | 30299 (15053 / 15246) |

### Попис
| \| \| м \| \| \| ж \| \| 0—2 \| 974 \| \| \| 1.019 \| \| 3—5 \| 1.139 \| \| \| 1.048 \| \| 6—11 \| 2.547 \| \| \| 2.422 \| \| 12—14 \| 1.240 \| \| \| 1.174 \| \| 15—17 \| 1.096 \| \| \| 1.028 \| \| 18—24 \| 1.553 \| \| \| 1.607 \| \| 60+ \| 1.535 \| \| \| 1.501 \| \| Просек : \| 26,2 \| \| \| 26,9 \| |       |  |  |       |
| |       |  |  |       |
| | м     |  |  | ж     |
| 0—2 | 974   |  |  | 1.019 |
| 3—5 | 1.139 |  |  | 1.048 |
| 6—11 | 2.547 |  |  | 2.422 |
| 12—14 | 1.240 |  |  | 1.174 |
| 15—17 | 1.096 |  |  | 1.028 |
| 18—24 | 1.553 |  |  | 1.607 |
| 60+ | 1.535 |  |  | 1.501 |
| Просек : | 26,2  |  |  | 26,9  |

| #   | Индикатор                                                                                        | Вредност |
| --- | ------------------------------------------------------------------------------------------------ | -------- |
| 1   | Становништво од 0 до 2 године                                                                    | 1993     |
| 2   | Мушко становништво од 0 до 2 године                                                              | 974      |
| 3   | Женско становништво од 0 до 2 године                                                             | 1019     |
| 4   | Становништво са 3 и више година                                                                  | 28276    |
| 5   | Мушко становништво са 3 и више година                                                            | 14063    |
| 6   | Женско становништво са 3 и више година                                                           | 14213    |
| 7   | Становништво са 5 и више година                                                                  | 26838    |
| 8   | Мушко становништво са 5 и више година                                                            | 13309    |
| 9   | Женско становништво са 5 и више година                                                           | 13529    |
| 10  | Становништво са 12 и више година                                                                 | 21120    |
| 11  | Мушко становништво са 12 и више година                                                           | 10377    |
| 12  | Женско становништво са 12 и више година                                                          | 10743    |
| 13  | Становништво са 15 и више година                                                                 | 18706    |
| 14  | Мушко становништво са 15 и више година                                                           | 9137     |
| 15  | Женско становништво са 15 и више година                                                          | 9569     |
| 16  | Становништво са 18 и више година                                                                 | 16582    |
| 17  | Мушко становништво са 18 и више година                                                           | 8041     |
| 18  | Женско становништво са 18 и више година                                                          | 8541     |
| 19  | Становништво од 3 до 5 година                                                                    | 2187     |
| 20  | Мушко становништво од 3 до 5 година                                                              | 1139     |
| 21  | Женско становништво од 3 до 5 година                                                             | 1048     |
| 22  | Становништво од 6 до 11 година                                                                   | 4969     |
| 23  | Мушко становништво од 6 до 11 година                                                             | 2547     |
| 24  | Женско становништво од 6 до 11 година                                                            | 2422     |
| 25  | Становништво од 8 до 14 година                                                                   | 5791     |
| 26  | Мушко становништво од 8 до 14 година                                                             | 2955     |
| 27  | Женско становништво од 8 до 14 година                                                            | 2836     |
| 28  | Становништво од 12 до 14 година                                                                  | 2414     |
| 29  | Мушко становништво од 12 до 14 година                                                            | 1240     |
| 30  | Женско становништво од 12 до 14 година                                                           | 1174     |
| 31  | Становништво од 15 до 17 година                                                                  | 2124     |
| 32  | Мушко становништво од 15 до 17 година                                                            | 1096     |
| 33  | Женско становништво од 15 до 17 година                                                           | 1028     |
| 34  | Становништво од 18 до 24 године                                                                  | 3160     |
| 35  | Мушко становништво од 18 до 24 године                                                            | 1553     |
| 36  | Женско становништво од 18 до 24 године                                                           | 1607     |
| 37  | Женско становништво од 15 до 49 година                                                           | 6934     |
| 38  | Становништво са 60 и више година                                                                 | 3036     |
| 39  | Мушко становништво са 60 и више година                                                           | 1535     |
| 40  | Женско становништво са 60 и више година                                                          | 1501     |
| 41  | Однос између мушкараца и жена                                                                    | 98.73    |
| 42  | Становништво од нуле до 14 година                                                                | 11563    |
| 43  | Становништво од 15 до 64 године                                                                  | 16529    |
| 44  | Становништво од 65 година и више                                                                 | 2177     |
| 45  | Просечан број деце                                                                               | 3.13     |
| 46  | Становништво рођено у ентитету                                                                   | 28859    |
| 47  | Мушко становништво рођено у ентитету                                                             | 14377    |
| 48  | Женско становништво рођено у ентитету                                                            | 14482    |
| 49  | Становништво рођено у другом ентитету                                                            | 1343     |
| 50  | Мушко становништво рођено у другом ентитету                                                      | 623      |
| 51  | Женско становништво рођено у другом ентитету                                                     | 720      |
| 52  | Становништво од 5 година и више резидентно у ентитету у јуну 2005. године                        | 25890    |
| 53  | Мушко становништво старосног доба од 5 година и више, резидентно у ентитету у јуну 2005. године  | 12775    |
| 54  | Женско становништво старосног доба од 5 и више година, резидентно у ентитету у јуну 2005. године | 13115    |
| 55  | Становништво од 5 година и више које је живело у другом ентитету у јуну 2005. године             | 771      |
| 56  | Мушко становништво старије од 5 година које је живело у другом ентитету у јуну 2005. године      | 410      |
| 57  | Женско становништво старије од 5 година које је живело у другом ентитету у јуну 2005. године     | 361      |
| 58  | Становништво од 3 године и више које говори аутохтони језик                                      | 18338    |
| 59  | Мушко становништво старо 3 године и више које говори аутохтони језик                             | 9227     |
| 60  | Женско становништво старо 3 године и више које говори аутохтони језик                            | 9111     |
| 61  | Становништво од 3 године и више које говори аутохтони језик и не говори шпански језик            | 871      |
| 62  | Мушко становништво старо 3 године и више које говори аутохтони језик и не говори шпански         | 288      |
| 63  | Женско становништво старо 3 године и више које говори аутохтони језик и не говори шпански језик  | 583      |
| 64  | Становништво старо 3 године и више које говори аутохтони језик и шпански                         | 17231    |
| 65  | Мушко становништво старо 3 године и више које говори аутохтони језик и шпански                   | 8824     |
| 66  | Женско становништво старо 3 године и више које говори аутохтони језик и шпански                  | 8407     |
| 67  | Становништво од 5 година и више које говори аутохтони језик                                      | 17746    |
| 68  | Становништво од 5 година и више које говори аутохтони језик и не говори шпански језик            | 808      |
| 69  | Становништво од 5 година и више које говори аутохтони језик и говори шпански језик               | 16707    |
| 70  | Становништво у домородачким домаћинствима                                                        | 24815    |
| 71  | Становништво са ограничењима у активностима                                                      | 1005     |
| 72  | Становништво са ограниченим ходањем или кретањем, горе или доле                                  | 518      |
| 73  | Становници са ограничењима вида, чак и уз кориштење сочива                                       | 239      |
| 74  | Становништво са ограничењима говора, комуникације или конверзације                               | 134      |
| 75  | Становништво са ограниченим слухом                                                               | 112      |
| 76  | Становништво са ограничењима при одевању, купању или јелу                                        | 33       |
| 77  | Становништво са ограничењима у опажању или учењу једноставних ствари                             | 24       |
| 78  | Становништво са менталним ограничењима                                                           | 92       |
| 79  | Становништво без ограничења активности                                                           | 29112    |
| 80  | Становништво од 3 до 5 година које не похађа школу                                               | 733      |
| 81  | Мушко становништво од 3 до 5 година које не похађа школу                                         | 394      |
| 82  | Женско становништво од 3 до 5 година које не похађа школу                                        | 339      |
| 83  | Становништво од 6 до 11 година које не похађа школу                                              | 118      |
| 84  | Мушко становништво од 6 до 11 година које не похађа школу                                        | 71       |
| 85  | Женско становништво од 6 до 11 година које не похађа школу                                       | 47       |
| 86  | Становништво од 12 до 14 година које не похађа школу                                             | 218      |
| 87  | Мушко становништво од 12 до 14 година које не похађа школу                                       | 99       |
| 88  | Женско становништво од 12 до 14 година које не похађа школу                                      | 119      |
| 89  | Становништво од 15 до 17 година похађа школу                                                     | 1375     |
| 90  | Мушко становништво од 15 до 17 година похађа школу                                               | 737      |
| 91  | Женско становништво између 15 и 17 година живота у школи                                         | 638      |
| 92  | Становништво од 18 до 24 године похађа школу                                                     | 618      |
| 93  | Мушко становништво од 18 до 24 године похађа школу                                               | 331      |
| 94  | Женско становништво од 18 до 24 године похађа школу                                              | 287      |
| 95  | Становништво од 8 до 14 година које не може да чита и пише                                       | 417      |
| 96  | Мушко становништво старосног доба од 8 до 14 година које не може да чита и пише                  | 238      |
| 97  | Женско становништво старосног доби од 8 до 14 година које не може да чита и пише                 | 179      |
| 98  | Становништво од 15 година и више које је неписмено                                               | 3071     |
| 99  | Мушко становништво од 15 година и више које је неписмено                                         | 1058     |
| 100 | Женско становништво од 15 година и више које је неписмено                                        | 2013     |
| 101 | Становништво старо 15 и више година без школовања                                                | 2034     |
| 102 | Мушко становништво старо 15 и више година без школовања                                          | 683      |
| 103 | Женско становништво старо 15 и више година без школовања                                         | 1351     |
| 104 | Становништво старосног доба 15 и више година са непотпуним основним образовањем                  | 4676     |
| 105 | Мушко становништво старосног доба од 15 година и више са непотпуном основним образовањем         | 2287     |
| 106 | Женско становништво старосног доба 15 и више година са непотпуном основним образовањем           | 2389     |
| 107 | Становништво старо 15 и више година са комплетним основним образовањем                           | 3638     |
| 108 | Мушко становништво старо 15 година и више са комплетним основним образовањем                     | 1718     |
| 109 | Женско становништво старо 15 и више година са комплетним основним образовањем                    | 1920     |
| 110 | Становништво старосног доба 15 и више година са непотпуним средњим образовањем                   | 1083     |
| 111 | Мушко становништво старосног доба од 15 година и више са непотпуним средњим образовањем          | 571      |
| 112 | Женско становништво старосног доба од 15 година и више са непотпуним средњим образовањем         | 512      |
| 113 | Становништво старо 15 и више година са пуним секундарном образовањем                             | 3553     |
| 114 | Мушко становништво старосног доба од 15 година и више са пуним секундарном образовањем           | 1959     |
| 115 | Женско становништво старосног доба од 15 година и више са пуним секундарном образовањем          | 1594     |
| 116 | Становништво старије од 18 година са постосновним образовањем                                    | 3007     |
| 117 | Мушко становништво старије од 18 година са постосновним образовањем                              | 1565     |
| 118 | Женско становништво старије од 18 година са постосновним образовањем                             | 1442     |
| 119 | Просечна оцена школовања                                                                         | 6.56     |
| 120 | Просечан ниво образовања мушке популације                                                        | 6.93     |
| 121 | Просечан ниво образовања женског становништва                                                    | 6.22     |
| 122 | Економски активно становништво                                                                   | 9007     |
| 123 | Економски активна мушка популација                                                               | 7509     |
| 124 | Економски активна женска популација                                                              | 1498     |
| 125 | Становништво које није економски активно                                                         | 11959    |
| 126 | Мушко становништво које није економски активно                                                   | 2776     |
| 127 | Женско становништво које није економски активно                                                  | 9183     |
| 128 | Запослено становништво                                                                           | 8777     |
| 129 | Запослено мушко становништво                                                                     | 7312     |
| 130 | Запослено женско становништво                                                                    | 1465     |
| 131 | Незапослена популација                                                                           | 230      |
| 132 | Незапослена мушка популација                                                                     | 197      |
| 133 | Незапослена женска популација                                                                    | 33       |
| 134 | Становништво без права на здравствене услуге                                                     | 5883     |
| 135 | Становништво које има право на здравствене услуге                                                | 24344    |
| 136 | Становништво које има право на ИМСС                                                              | 2252     |
| 137 | Становништво које има право на социјално осигурање                                               | 1515     |
| 138 | Становништво које има право на државно социјално осигурање                                       | 17       |
| 139 | Становништво које има право на опште осигурање или здравствено осигурање за нову генерацију      | 21340    |
| 140 | Становништво које је било једном или није било у браку током 12 година и више                    | 7280     |
| 141 | Венчано или уједињено становништво од 12 година и више                                           | 12172    |
| 142 | Становништво које је било у браку или уједињено 12 година и више                                 | 1627     |
| 143 | Становништво са католичком религијом                                                             | 20572    |
| 144 | Протестанти, еванђелисти и библијски следбеници различити од еванђелиста                         | 8409     |
| 145 | Становништво са другим религијама различитим од претходних                                       | 7        |
| 146 | Становништво без религије                                                                        | 693      |
| 147 | Укупно пописаних домаћинства                                                                     | 6630     |
| 148 | Пописна домаћинства на челу са мушкарцима                                                        | 5478     |
| 149 | Пописна домаћинства на челу са женама                                                            | 1152     |
| 150 | Становништво у пописним домаћинствима                                                            | 30272    |
| 151 | Становништво у пописним домаћинствима на челу са мушкарцима                                      | 26131    |
| 152 | Становништво у пописним домаћинствима на челу са женама                                          | 4141     |
| 153 | Укупно домаћинстава                                                                              | 7386     |
| 154 | Укупно насељених домаћинстава                                                                    | 6638     |
| 155 | Укупно приватних кућа                                                                            | 7378     |
| 156 | Насељени приватни домови                                                                         | 6630     |
| 157 | Укупно насељених приватних кућа                                                                  | 6638     |
| 158 | Ненасељене приватне куће                                                                         | 547      |
| 159 | Појединачна домаћинства за привремену употребу                                                   | 201      |
| 160 | Становници у насељеним приватним кућама                                                          | 30272    |
| 161 | Насељеност станара у приватним становима                                                         | 4.57     |
| 162 | Просечно становника по соби у приватним насељеним домаћинствима                                  | 1.44     |
| 163 | Појединачна домаћинства са подовима од различитих материјала од земље                            | 5275     |
| 164 | Појединачна домаћинства у приземљу                                                               | 1328     |
| 165 | Појединачна домаћинства са једном спаваћом собом                                                 | 2687     |
| 166 | Појединачна домаћинства са две спаваће собе и више                                               | 3916     |
| 167 | Појединачна домаћинства са једним собом                                                          | 538      |
| 168 | Појединачна домаћинства са две собе                                                              | 1675     |
| 169 | Појединачна домаћинства са 3 собе и више                                                         | 4369     |
| 170 | Појединачна домаћинства која имају електрично светло                                             | 6191     |
| 171 | Појединачна домаћинства која немају електрично светло                                            | 407      |
| 172 | Појединачна домаћинства која имају водоводну воду у стамбеном простору                           | 2673     |
| 173 | Појединачна домаћинства која немају водоводну воду у стамбеном простору                          | 3926     |
| 174 | Појединачна домаћинства која имају тоалет                                                        | 6456     |
| 175 | Појединачна домаћинства која имају канализацију                                                  | 4115     |
| 176 | Појединачна домаћинства која немају канализацију                                                 | 2470     |
| 177 | Појединачна домаћинства која имају електрично светло, довод воде из јавне мреже и канализацију   | 1914     |
| 178 | Појединачна домаћинства без икаквих услова                                                       | 924      |
| 179 | Појединачна домаћинства која имају радио                                                         | 4545     |
| 180 | Појединачна домаћинства која имају телевизор                                                     | 4139     |
| 181 | Појединачна домаћинства која имају фрижидер                                                      | 2932     |
| 182 | Појединачна домаћинства која имају машину за веш                                                 | 1067     |
| 183 | Појединачна домаћинства која имају аутомобил или комби                                           | 768      |
| 184 | Појединачна домаћинства која имају рачунар                                                       | 376      |
| 185 | Појединачна домаћинства која имају фиксну телефонску линију                                      | 708      |
| 186 | Појединачна домаћинства која имају мобилни телефон                                               | 1407     |
| 187 | Појединачна домаћинства која имају приступ интернету                                             | 200      |